# Lista dos municípios de Rondônia por incidência de pobreza
Listagem das Cidades de Rondônia por Incidência da Pobreza, de acordo com o Mapa de Pobreza e Desigualdade dos Municípios Brasileiros - 2003, divulgado pelo Instituto Brasileiro de Geografia e Estatística - IBGE.

## Municípios por Incidência da Pobreza
| #  | Município                 | Incidência |
| -- | ------------------------- | ---------- |
| 1  | Novo Horizonte do Oeste   | 15,24%     |
| 2  | Castanheiras              | 17,01%     |
| 3  | Theobroma                 | 18,48%     |
| 4  | São Felipe do Oeste       | 19,34%     |
| 5  | Vale do Paraíso           | 20,86%     |
| 6  | Ministro Andreazza        | 20,96%     |
| 7  | Rio Crespo                | 21,20%     |
| 8  | Primavera de Rondônia     | 21,29%     |
| 9  | Porto Velho               | 21,89%     |
| 10 | Alto Alegre dos Parecis   | 22,43%     |
| 11 | Cabixi                    | 22,61%     |
| 12 | Presidente Médici         | 23,38%     |
| 13 | Alto Paraíso              | 23,42%     |
| 14 | Nova União                | 23,43%     |
| 15 | Ariquemes                 | 23,73%     |
| 16 | Chupinguaia               | 24,04%     |
| 17 | Governador Jorge Teixeira | 24,11%     |
| 18 | Corumbiara                | 24,20%     |
| 19 | Teixeirópolis             | 24,25%     |
| 20 | Campo Novo de Rondônia    | 24,61%     |
| 21 | Nova Brasilândia do Oeste | 25,29%     |
| 22 | Espigão d'Oeste           | 26,45%     |
| 23 | São Miguel do Guaporé     | 26,77%     |
| 24 | Parecis                   | 27,00%     |
| 25 | Cacaulândia               | 27,37%     |
| 26 | Jaru                      | 27,73%     |
| 27 | Colorado do Oeste         | 28,07%     |
| 28 | Vale do Anari             | 28,41%     |
| 29 | Alta Floresta do Oeste    | 28,45%     |
| 30 | Machadinho do Oeste       | 28,49%     |
| 31 | Urupá                     | 28,57%     |
| 32 | Santa Luzia do Oeste      | 28,68%     |
| 33 | Cacoal                    | 28,75%     |
| 34 | Ouro Preto do Oeste       | 28,85%     |
| 35 | Pimenta Bueno             | 28,95%     |
| 36 | Alvorada do Oeste         | 30,24%     |
| 37 | Rolim de Moura            | 30,57%     |
| 38 | Monte Negro               | 30,84%     |
| 39 | Mirante da Serra          | 30,89%     |
| 40 | Vilhena                   | 31,15%     |
| 41 | Ji-Paraná                 | 31,74%     |
| 42 | Seringueiras              | 32,09%     |
| 43 | São Francisco do Guaporé  | 32,28%     |
| 44 | Nova Mamoré               | 32,49%     |
| 45 | Itapuã do Oeste           | 33,30%     |
| 46 | Pimenteiras do Oeste      | 33,73%     |
| 47 | Guajará-Mirim             | 35,59%     |
| 48 | Costa Marques             | 35,68%     |
| 49 | Cerejeiras                | 36,15%     |
| 50 | Cujubim                   | 38,33%     |
| 51 | Candeias do Jamari        | 39,63%     |
| 52 | Buritis                   | 39,90%     |